# Thế vận hội Mùa hè 2012
Thế vận hội Mùa hè 2012 (tiếng Anh: 2012 Summer Olympics), chính thức được gọi là Thế vận hội lần thứ XXX (Games of the XXX Olympiad), còn được biết đến với tên gọi Luân Đôn 2012, là một sự kiện thể thao đa môn quốc tế diễn ra từ ngày 27 tháng 7 đến ngày 12 tháng 8 năm 2012 tại Luân Đôn, Anh. Một số sự kiện được tổ chức tại các sân vận động ở Glasgow, Scotland và Cardiff, xứ Wales. Sự kiện đầu tiên – vòng bảng môn bóng đá nữ – bắt đầu vào ngày 25 tháng 7 tại Sân vận động Thiên niên kỷ ở Cardiff, tiếp theo là lễ khai mạc vào ngày 27 tháng 7. Có 10.518 vận động viên từ 206 Ủy ban Olympic Quốc gia (NOC) tham gia Thế vận hội 2012.
Sau một chiến dịch tranh cử do cựu vô địch Olympic Sebastian Coe và thị trưởng Luân Đôn khi đó là Ken Livingstone dẫn đầu, Luân Đôn đã được chọn làm thành phố đăng cai tại Phiên họp thứ 117 của Ủy ban Olympic Quốc tế (IOC) tổ chức ở Singapore vào ngày 6 tháng 7 năm 2005, vượt qua các ứng cử viên Moscow, New York, Madrid và Paris. Luân Đôn trở thành thành phố đầu tiên đăng cai Thế vận hội hiện đại ba lần, trước đó đã tổ chức Thế vận hội Mùa hè vào các năm 1908 và 1948. Việc xây dựng cho kỳ Thế vận hội này bao gồm quá trình tái phát triển đáng kể, với trọng tâm là phát triển bền vững. Trọng điểm là Công viên Olympic rộng 200 hecta (490 mẫu Anh), được xây dựng trên một khu công nghiệp cũ ở Stratford, Đông Luân Đôn. Các địa điểm thi đấu khác đã tồn tại trước đó cũng được sử dụng.
Hoa Kỳ dẫn đầu bảng tổng sắp huy chương với 48 huy chương vàng và tổng cộng 105 huy chương – nhiều nhất trong tất cả các quốc gia. Trung Quốc đứng thứ hai với 91 huy chương (trong đó có 38 huy chương vàng) và Vương quốc Anh đứng thứ ba với 65 huy chương (trong đó có 29 huy chương vàng). Michael Phelps của Mỹ trở thành vận động viên giành nhiều huy chương Olympic nhất mọi thời đại, với tổng cộng 22 huy chương. Ả Rập Xê Út, Qatar và Brunei lần đầu tiên đưa vận động viên nữ tham dự, đánh dấu lần đầu tiên mọi quốc gia đủ điều kiện đều đã từng có vận động viên nữ tham dự Thế vận hội. Quyền Anh nữ cũng lần đầu tiên được đưa vào thi đấu, khiến mọi môn thể thao tại Thế vận hội 2012 đều có vận động viên nữ tham gia.
Kỳ Thế vận hội này nhận được nhiều lời khen ngợi về khâu tổ chức, đặc biệt là sự cống hiến của các tình nguyện viên, quân đội Anh và tinh thần nhiệt huyết của công chúng.. Thế vận hội được mô tả là “vui vẻ và huy hoàng”. Lễ khai mạc, do đạo diễn từng đoạt giải Oscar Danny Boyle chỉ đạo, được ca ngợi rộng rãi. Đây cũng là kỳ Thế vận hội cuối cùng dưới nhiệm kỳ của Chủ tịch IOC người Bỉ Jacques Rogge, người được kế nhiệm vào năm sau bởi Thomas Bach người Đức.

## Qua trình đấu thầu
Luân Đôn được chọn thay cho Birmingham để đại diện cho Vương quốc Anh trong cuộc chạy đua đăng cai Thế vận hội, do Hiệp hội Olympic Anh quyết định.
Tính đến ngày 15 tháng 7 năm 2003—hạn chót để các thành phố nộp đơn xin đăng cai Thế vận hội Mùa hè 2012 lên Ủy ban Olympic Quốc tế (IOC)—đã có chín thành phố nộp đơn: Havana, Istanbul, Leipzig, Luân Đôn, Madrid, Moscow, New York, Paris, và Rio de Janeiro. Vào ngày 18 tháng 5 năm 2004, dựa trên kết quả đánh giá kỹ thuật có chấm điểm, IOC đã rút gọn danh sách xuống còn năm thành phố: Luân Đôn, Madrid, Moscow, New York và Paris. Cả năm thành phố này đã nộp hồ sơ ứng cử chính thức trước ngày 19 tháng 11 năm 2004 và được đoàn thanh tra của IOC đến thăm vào tháng 2 và tháng 3 năm 2005. Hồ sơ của Paris gặp phải hai trở ngại trong chuyến thăm thanh tra: một loạt cuộc đình công và biểu tình trùng với thời gian đoàn đến, cùng với một báo cáo cho biết một thành viên chủ chốt của đội ngũ vận động, ông Guy Drut, sẽ phải đối mặt với các cáo buộc liên quan đến tài chính đảng phái chính trị có dấu hiệu tham nhũng.
Trong suốt quá trình, Paris được coi là ứng viên sáng giá nhất, đặc biệt vì đây là lần thứ ba gần đây họ nộp đơn đăng cai. Ban đầu, Luân Đôn bị đánh giá là kém xa Paris. Tuy nhiên, vị thế của Luân Đôn bắt đầu được cải thiện sau khi ông Lord Coe được bổ nhiệm làm Chủ tịch mới của Ban tổ chức Thế vận hội và Paralympic Luân Đôn (LOCOG) vào ngày 19 tháng 5 năm 2004. Vào cuối tháng 8 năm 2004, một số báo cáo dự đoán sẽ có kết quả hòa giữa Luân Đôn và Paris.
Ngày 6 tháng 7 năm 2005, kết quả cuối cùng được công bố tại Phiên họp lần thứ 117 của IOC tổ chức ở Singapore. Moscow là thành phố bị loại đầu tiên, tiếp theo là New York và Madrid. Hai ứng viên cuối cùng còn lại là Luân Đôn và Paris. Ở vòng bỏ phiếu thứ tư, Luân Đôn giành quyền đăng cai Thế vận hội 2012 với 54 phiếu so với 50 phiếu của Paris.
Tuy nhiên, niềm vui chiến thắng tại Luân Đôn đã nhanh chóng bị lu mờ khi chỉ chưa đầy 24 giờ sau đó, thành phố hứng chịu các vụ đánh bom nhằm vào hệ thống giao thông công cộng. Mười hai năm sau, vào năm 2017, Paris được chọn đăng cai Thế vận hội 2024.
| Thành phố     | Quốc gia      | Vòng | Vòng | Vòng | Vòng |
| Thành phố     | Quốc gia      | 1    | 2    | 3    | 4    |
| ------------- | ------------- | ---- | ---- | ---- | ---- |
| Luân Đôn      | Anh Quốc      | 22   | 27   | 39   | 54   |
| Paris         | Pháp          | 21   | 25   | 33   | 50   |
| Madrid        | Tây Ban Nha   | 20   | 32   | 31   | —    |
| New York      | United States | 19   | 16   | —    | —    |
| Moscow        | Nga           | 15   | —    | —    | —    |
| Tổng số phiếu | Tổng số phiếu | 97   | 100  | 103  | 104  |

## Các môn thi đấu
Theo thông báo chính thức của IOC thế vận hội mùa hè 2012 tại Luân Đôn sẽ có 26 môn thi đấu với 302 bộ huy chương:
1. Bơi lội: 48 bộ
2. Canoeing/Kayak: 16 bộ
3. Đua xe đạp: 16 bộ
4. Thể dục: 18 bộ
5. Bóng chuyền: 4 bộ
6. Đua ngựa: 6 bộ
7. Vật: 18 bộ
8. Bắn cung: 4 bộ
9. Điền kinh: 47 bộ
10. Cầu lông: 5 bộ
11. Bóng rổ: 2 bộ
12. Quyền anh: 13 bộ
13. Đấu kiếm: 10 bộ
14. Khúc côn cầu trên cỏ: 2 bộ
15. Bóng đá: 2 bộ
16. Bóng ném: 2 bộ
17. Judo: 14 bộ
18. Năm môn phối hợp hiện đại: 2 bộ
19. Rowing: 14 bộ
20. Thuyền buồm: 10 bộ
21. Bắn súng: 15 bộ
22. Bóng bàn: 4 bộ
23. Taekwondo: 8 bộ
24. Quần vợt: 5 bộ
25. Ba môn phối hợp: 2 bộ
26. Cử tạ: 15 bộ

Thế vận hội Mùa hè 2012 bớt đi 2 môn thi đấu so với Thế vận hội Mùa hè 2008 ở Bắc Kinh là bóng chày và bóng mềm.

## Các đội tham dự
Khoảng 10.500 vận động viên đến từ 206 Ủy ban Olympic Quốc gia (NOC) đã tham gia, trong đó 85 quốc gia giành được ít nhất một huy chương: vàng, bạc hoặc đồng, vượt qua Thế vận hội Mùa hè 1948 tại Luân Đôn và Đại hội Thể thao Khối Thịnh vượng chung 2002 tại Manchester để trở thành sự kiện thể thao tổng hợp lớn nhất từng được tổ chức tại Vương quốc Anh.

Ba vận động viên đến từ Antilles thuộc Hà Lan (lãnh thổ này đã bị giải thể vào năm 2010 và mất quyền công nhận trong phiên họp thứ 123 của IOC vào tháng 7 năm 2011), cùng một vận động viên từ Nam Sudan (NOC của quốc gia này được công nhận vào năm 2015) đã tham gia với tư cách là hai đội vận động viên độc lập thi đấu dưới lá cờ Olympic.
| - Afghanistan (6) - Albania (12) - Algérie (42) - Samoa thuộc Mỹ (5) - Andorra (6) - Angola - Antigua và Barbuda (34) - Argentina (5) - Armenia (25) - Aruba (4) - Úc (410) - Áo (70) - Azerbaijan (53) - Bahamas (24) - Bahrain (12) - Bangladesh (5) - Barbados (6) - Belarus (165) - Bỉ (115) - Belize (3) - Bénin (5) - Bermuda (8) - Bhutan (2) - Bolivia (6) - Bosna và Hercegovina (6) - Botswana (4) - Brasil (258) - Quần đảo Virgin thuộc Anh (2) - Brunei (3) - Bulgaria (63) - Burkina Faso (5) - Burundi (6) - Campuchia (6) - Cameroon (33) - Canada (277) - Cabo Verde (3) - Quần đảo Cayman (5) - Trung Phi (6) - Tchad (3) - Chile (35) - Trung Quốc (396) - Colombia (104) - Comoros (3) - Cộng hòa Congo (7) - Cộng hòa Dân chủ Congo (4) - Quần đảo Cook (8) - Costa Rica (11) - Bờ Biển Ngà (108) - Croatia (10) - Cuba (110) - Síp (13) - Cộng hòa Séc (133) - Đan Mạch (113) - Djibouti (6) - Dominica (2) - Cộng hòa Dominica (35) - Ecuador (36) - Ai Cập (113) - El Salvador (10) - Guinea Xích Đạo (2) - Eritrea (12) - Estonia (33) - Ethiopia (35) - Fiji (9) - Phần Lan (55) - Pháp (330) - Gabon (24) - Gambia (2) | - Gruzia (35) - Đức (392) - Ghana (9) - Anh Quốc (541) (chủ nhà) - Hy Lạp (104) - Grenada (10) - Guam (8) - Guatemala (19) - Guinée (4) - Guiné-Bissau (4) - Guyana (6) - Haiti (5) - Honduras (27) - Hồng Kông (42) - Hungary (157) - Iceland (27) - Các đoàn tham gia Olympic độc lập (4) - Ấn Độ (83) - Indonesia (22) - Iran (53) - Iraq (8) - Ireland (66) - Israel (37) - Ý (282) - Jamaica (50) - Nhật Bản (293) - Jordan (9) - Kazakhstan (114) - Kenya (47) - Kiribati (3) - CHDCND Triều Tiên (51) - Hàn Quốc (248) - Kuwait (11) - Kyrgyzstan (14) - Lào (3) - Latvia (46) - Liban (10) - Lesotho (4) - Liberia (4) - Libya (5) - Liechtenstein (3) - Litva (62) - Luxembourg (9) - Macedonia (4) - Madagascar (7) - Malawi (3) - Malaysia (30) - Maldives (5) - Mali (6) - Malta (5) - Quần đảo Marshall (4) - Mauritanie (2) - Mauritius (11) - México (102) - Micronesia (6) - Moldova (22) - Monaco (6) - Mông Cổ (29) - Montenegro (33) - Maroc (67) - Mozambique (6) - Myanmar (6) - Namibia (9) - Nauru (2) - Nepal (5) - Hà Lan (175) - New Zealand (184) - Nicaragua (6) | - Niger (6) - Nigeria (55) - Na Uy (64) - Oman (4) - Pakistan (21) - Palau (5) - Palestine (5) - Panama (7) - Papua New Guinea (8) - Paraguay (8) - Perú (16) - Philippines (11) - Ba Lan (218) - Bồ Đào Nha (77) - Puerto Rico (25) - Qatar (12) - România (103) - Nga (436) - Rwanda (7) - Saint Kitts và Nevis (7) - Saint Lucia (4) - Saint Vincent và Grenadines (3) - Samoa (8) - San Marino (4) - Saint Vincent và Grenadines (2) - Ả Rập Xê Út (19) - Sénégal (31) - Serbia (115) - Seychelles (6) - Sierra Leone (2) - Singapore (23) - Slovakia (47) - Slovenia (65) - Quần đảo Solomon (4) - Somalia (2) - Nam Phi (125) - Tây Ban Nha (282) - Sri Lanka (7) - Sudan (6) - Suriname (5) - Eswatini (3) - Thụy Điển - Thụy Điển (134) - Thụy Sĩ (102) - Syria (10) - Đài Bắc Trung Hoa (44) - Tajikistan (16) - Tanzania (7) - Thái Lan (37) - Đông Timor (2) - Togo (6) - Tonga (3) - Trinidad và Tobago (30) - Tunisia (83) - Thổ Nhĩ Kỳ (114) - Turkmenistan (10) - Tuvalu (3) - Uganda (16) - Ukraina (237) - UAE (26) - Hoa Kỳ (530) - Uruguay (29) - Uzbekistan (54) - Vanuatu (5) - Venezuela (70) - Việt Nam (18) - Quần đảo Virgin thuộc Mỹ (7) - Yemen (4) - Zambia (7) - Zimbabwe (7) |

|  |   |
|  | \ |
|  |   |

## Cơ sở vật chất

### Công nghệ
Các thiết bị công nghệ tại Olympic kỳ này phần lớn rất hiện đại, đáp ứng đủ tiêu chuẩn thi đấu của các vận động viên. Những địa điểm thi đấu được lắp đặt đầy đủ các thiết bị cần thiết cho thi đấu và phần lớn đều hoạt động tốt.

### Y tế
Dịch vụ y tế của Olympic kỳ này rất tốt, đảm bảo sức khỏe và thể lực cho các vận động viên. Ngay tại thời điểm Lễ Khai mạc Olympic Luân Đôn 2012, cũng là lúc dịch vụ y tế của Thế vận hội đi vào vận hành nhằm phục vụ số lượng lớn các quan khách, vận động viên... tại cùng một thời điểm. Lúc đó, có 66 chuyên gia y tế có mặt tại sân vận động Olympic và có tổng số 40 nhân viên hỗ trợ, 10 y tá và 10 bác sĩ cùng với 6 bác sĩ có thâm niên. Sáu bác sĩ này sẽ là người đưa ra những quyết định quan trọng cuối cùng. Một trong 6 nhân vật quan trọng này phải kể tới Antônio Bispo, người chịu trách nhiệm về vấn đề y tế của Ban tổ chức Thế vận hội mùa hè Rio 2016.
Hệ thống sức khỏe quốc gia đã chứng tỏ với cả thế giới là một dịch vụ tốt nhất tại vương quốc Anh, là một hình mẫu điển hình và cũng là niềm tự hào của nước chủ nhà. Là hệ thống lớn nhất và cũng là tốt nhất thế giới, hệ thống phục vụ tất cả người dân Vương quốc Anh với 62 triệu dân, hệ thống sức khỏe quốc gia đã đem đến việc làm cho 1,7 triệu người dân, phục vụ xấp xỉ 3 triệu người một tuần. Các dịch vụ đều đã được đóng thuế do đó người dân được phục vụ mà không phải trả tiền trừ một số trường hợp ngoại lệ.
Ngoài ra, tại Olympic Luân Đôn còn có khoảng 3.000 tình nguyện viên phục vụ trong lĩnh vực y tế. Kế hoạch của các dịch vụ y tế tại Olympic Luân Đôn đã được lên ngay khi thành phố giành được quyền đăng cai Olympic. Ban tổ chức đã nhận được đơn đăng ký của 6.000 tình nguyện viên và tuyển chọn được 4.500 người và cuối cùng sử dụng khoảng 3.000 người.
Có 5 nhóm phục vụ cho các đối tượng gồm: vận động viên, gia đình Olympic và Paralympic, Báo chí và Truyền thông tại Luân Đôn và một nhóm phục vụ cho môn Đua thuyền Buồm tại Weymouth, một cho môn Canoe và Rowing tại Eton Dorney, ngoài ra còn có lực lượng phục vụ môn Bóng đá tại 5 thành phố.
Hệ thống y tế tại Làng Olympic là hệ thống hết sức đa dạng, có thể cung cấp bác sĩ chuyên khoa, bác sĩ thể thao, bác sĩ nhãn khoa, các chuyên gia về X-quang cũng như các bác sĩ chuyên ngành như: tim, da liễu, thần kinh... và cả những chuyên gia cho các tình huống khẩn cấp. Dịch vụ được cung cấp 24 giờ một ngày và bảy ngày trong tuần trong suốt thời gian diễn ra Thế vận hội. Các bác sĩ thường xuyên túc trực tại địa điểm tập luyện và thi đấu của Thế vận hội Luân Đôn 2012. Có 66 xe cấp cứu mới được sử dụng để phục vụ tại Luân Đôn 2012 theo yêu cầu của Liên đoàn quốc tế và Ủy ban Olympic quốc tế. Những xe cấp cứu này được trang bị các thiết bị theo đúng tiêu chuẩn của dịch vụ cấp cứu Luân Đôn - được coi là dịch vụ tiêu chuẩn hàng đầu.

### Làng Olympic
Làng Olympic nằm ở Thung lũng Lower Lea ở phía đông Luân Đôn do tập đoàn Lend Lease của Úc xây dựng. Kinh phí xây dựng khoảng 5,3 tỷ bảng anh và đây có thể được xem là khu vực dành cho vận động viên rộng rãi nhất trong lịch sử Olympic. Trung tâm của làng Olympic gồm một biểu tượng Olympic lớn. Làng Olympic có đầy đủ dịch vụ cho các VĐV, như thẩm mỹ viện, bar, phòng ăn với thức ăn miễn phí, khu vui chơi trong nhà và ngoài trời, khu vực luyện tập, phòng ngủ... Công viên Victory được xây dựng bao quanh làng với nhiều cây xanh, giúp các VĐV có được sự thoáng đãng và mát mẻ khi hoạt động ngoài trời.

### Vấn đề tình dục
Tình dục là một vấn đề lớn ở kì Olympic này, để đáp ứng nhu cầu của các vận động viên, Ban tổ chức đã phát miễn phí 15.000 bao cao su. Một số thông tin đã được tiết lộ là có tới 75% các vận động viên quan hệ tình dục trong thời gian diễn ra đại hội. Tuy nhiên thực tế đã cho thấy sex cũng có những mặt lợi cho các vận động viên khi tham gia thi đấu.

### Đếm ngược thời gian
Trong lễ bế mạc của Thế vận hội 2008, lá cờ Olympic được bàn giao từ tay thị trưởng Bắc Kinh cho thị trưởng thành phố Luân Đôn. Sau đó là một vài màn trình diễn đến từ Luân Đôn. Một tháng sau, lá cờ đã được treo lên Tòa thị chính Luân Đôn.
Đồng hồ đếm ngược cũng được khánh thành tại Quảng trường Trafalgar 500 ngày trước kỳ Thế vận hội này. Song chỉ ngay ngày sau đó, chiếc đồng hồ đã bị phá bỏ.

## Lễ khai mạc

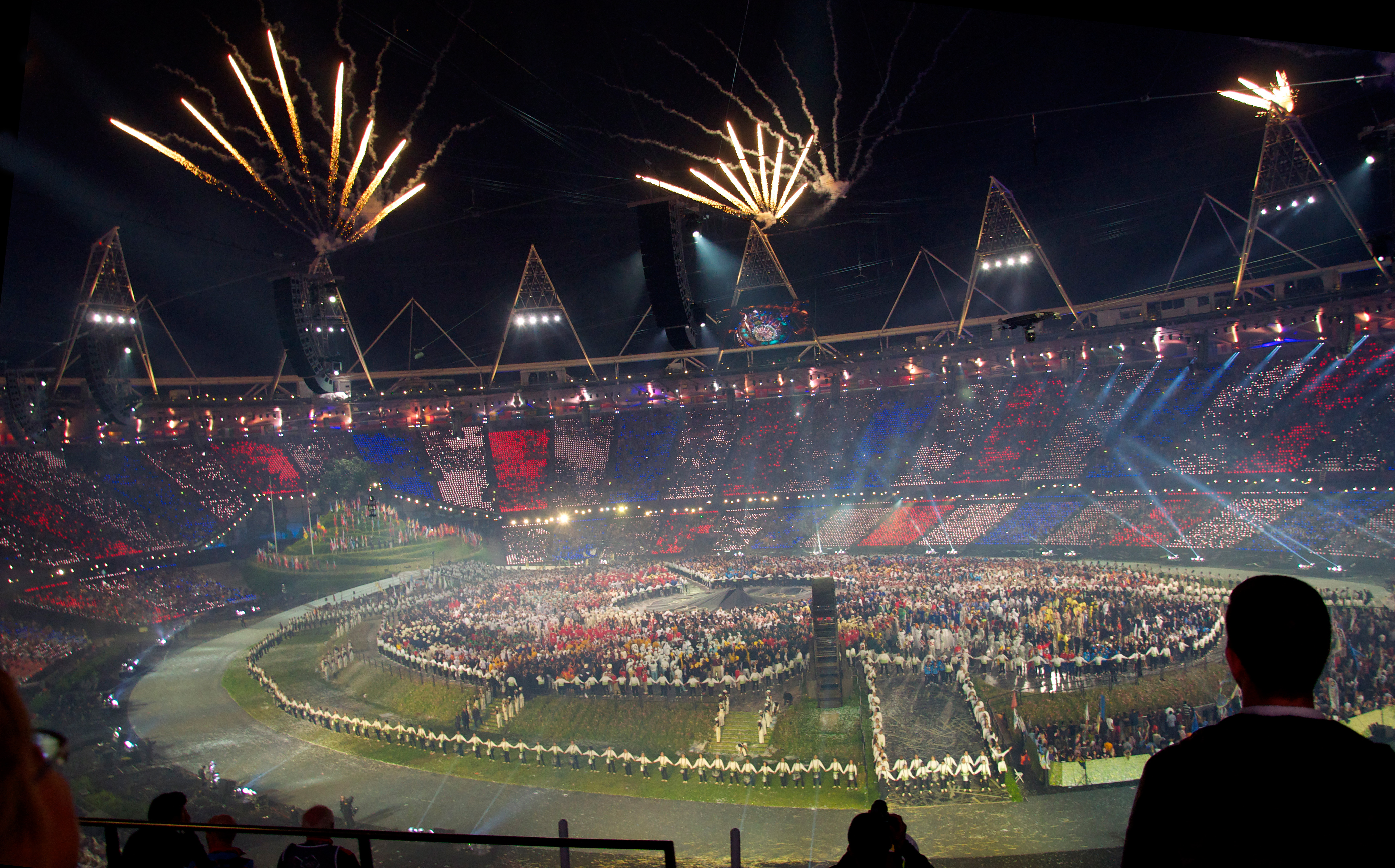
Pháo hoa lúc khai mạc

Chương trình khai mạc Thế vận hội, với kinh phí là 27 triệu bảng do Danny Boyle, đạo diễn nổi tiếng người Anh (từng đoạt giải Oscar với bộ phim Triệu phú khu ổ chuột) dàn dựng.
Lễ khai mạc có tiêu đề Isles of wonder (Những hòn đảo kỳ diệu) - dựa trên câu nói của nhân vật Caliban trong tác phẩm Giông tố của đại văn hào William Shakespeare. Sân khấu chính là ngọn đồi được dựng lên ngay trung tâm sân vận động Olympic với nhiều tiết mục thể hiện cuộc sống nông thôn an bình, tính vui nhộn của người dân Vương quốc Anh. Lễ khai mạc có sự hiện diện nhiều loài vật như cừu, ngựa, gà, bò.
Đúng 21h ngày 27 tháng 7, khoảng 60.000 khán giả tại thủ đô Luân Đôn, hàng triệu người Anh và khoảng 1 tỷ khán giả truyền hình ở khắp nơi trên thế giới chào đón lễ khai mạc Olympic 2012. Tân vô địch giải đua xe đạp uy tín nhất thế giới Tour de France - Bradley Wiggins - kéo quả chuông lớn trên sân vận động Olympic, khai màn ngày hội lớn
Sự kiện mở đầu bằng khung cảnh vùng nông thôn nước Anh với những ngọn đồi, con sông, thôn trang và mọi người đi dã ngoại, chơi thể thao, chăn nuôi rất sôi nổi trong hoạt cảnh vô cùng thanh bình. Sau đó, nước Anh chuyển sang thời kỳ công nghiệp hóa. Những ống khói lớn bỗng nổi lên từ từ trên sân khấu giữa sân vận động Olympic ở phía đông Luân Đôn. Người nông dân lúc trước an nhàn tận hưởng cuộc sống bình dị thoáng chốc biến thành những công nhân bận rộn, hối hả của thời đại công nghiệp hóa.
Rồi chiến tranh thế giới diễn ra. Sân khấu biển đổi kỳ ảo với một màu tím biếc. Màn trình diễn đầu tiên khép lại với hình ảnh 5 vòng tròn biểu tượng của Thế vận hội và cơn mưa pháo hoa bùng nổ. Màn thứ hai miêu tả cuộc sống thường ngày của người dân Anh, với những nhân vật tiểu thuyết và điện ảnh nổi tiếng như phù thủy Voldemort, Peter Pan, cô bảo mẫu Mary Popkin... Trước đó, Nữ hoàng Anh Elizabeth II cùng diễn viên Daniel Craig bước lên trực thăng. Và Nữ hoàng Elizabeth II nhảy dù xuống sân Olympic trong một đoạn phim ghép. Đúng lúc đó, Nữ hoàng bước ra từ hàng ghế VIP trên khán đài. Sau màn diễu hành truyền thống của 10.500 vận động viên từ 204 quốc gia, Nữ hoàng Anh tuyên bố chính thức khai mạc Olympic 2012.
Bảy vận động viên trẻ đại diện cho hy vọng tương lai của Anh đã thắp sáng đài lửa Olympic tại buổi lễ khai mạc này. Vận động viên Olympic vĩ đại nhất nước Anh, Sir Steve Regrave, rước ngọn đuốc vào sân - chặng dừng cuối sau hành trình đi vòng đất nước. Phần châm đuốc diễn ra rất huyền bí và công phu, mỗi cánh hoa đồng có châm lửa từ dưới đất bay lên và kết lại với nhau tạo thành ngọn đuốc của kỳ Thế vận hội này một cách vô cùng độc đáo.
Lễ khai mạc còn có sự tham gia của những biểu tượng điển hình nhất cho Vương quốc Anh ngoài Nữ hoàng Elizabeth II như điệp viên huyền thoại MI6 James Bond (Daniel Craig), Paul McCartney của ban nhạc Beatles và ngôi sao bóng đá David Beckham,... "Ngài" Mr. Bean thì vừa chơi đàn piano, vừa sử dụng điện thoại di động và... xỉ mũi. Trong clip hài trên màn ảnh của sân vận động, Mr Bean vào vai một vận động viên tham gia cuộc đua chạy dọc bờ biển cùng một đoàn vận động viên điền kinh và khôn khéo vượt lên dẫn đầu, về đích.
Buổi lễ diễn ra hoành tráng, ấn tượng khiến cả thế giới phải thán phục diễn ra trong gần bốn tiếng đồng hồ có chi phí khoảng 40 triệu USD.

## Lễ bế mạc

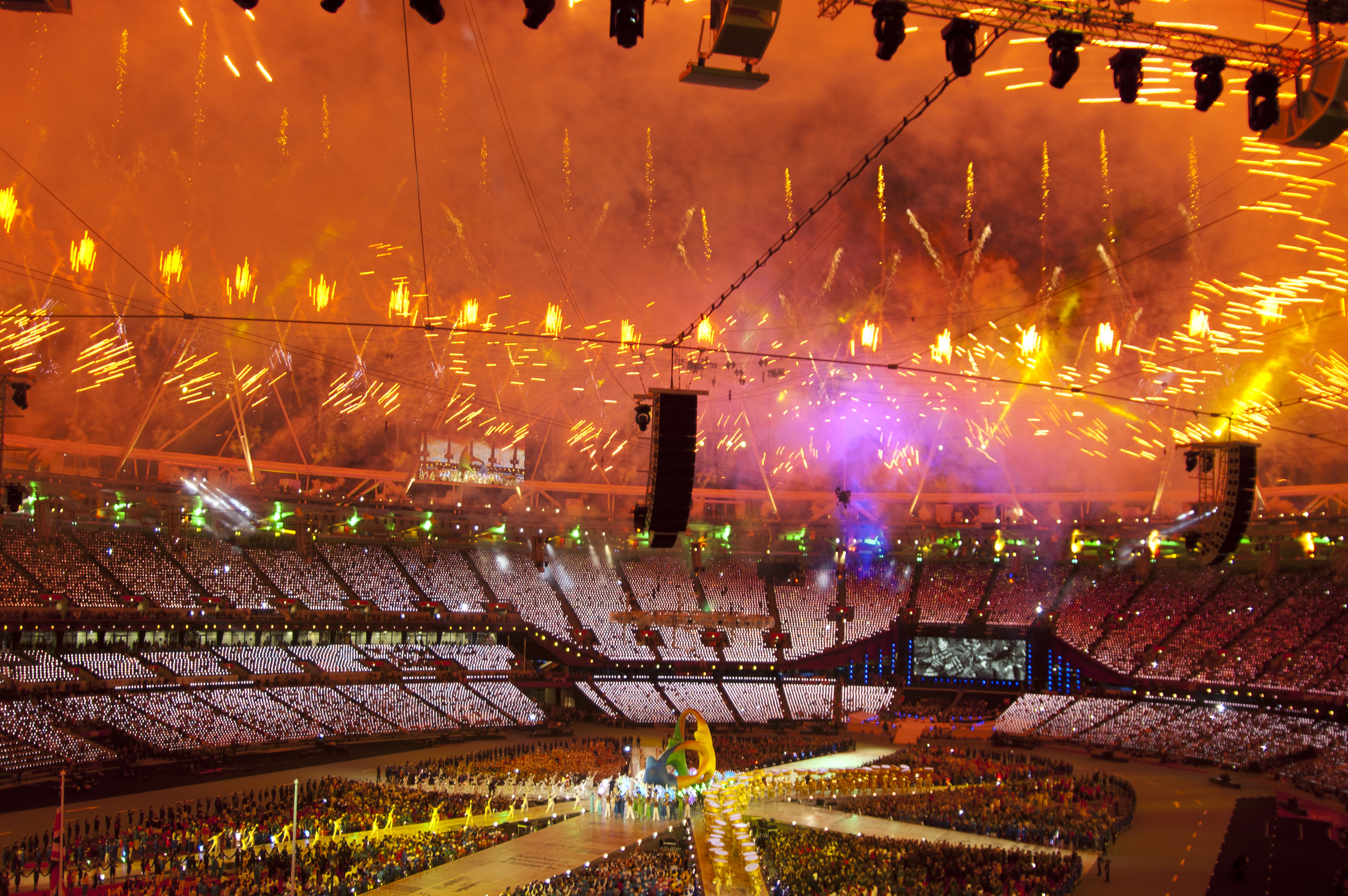
Lễ bế mạc

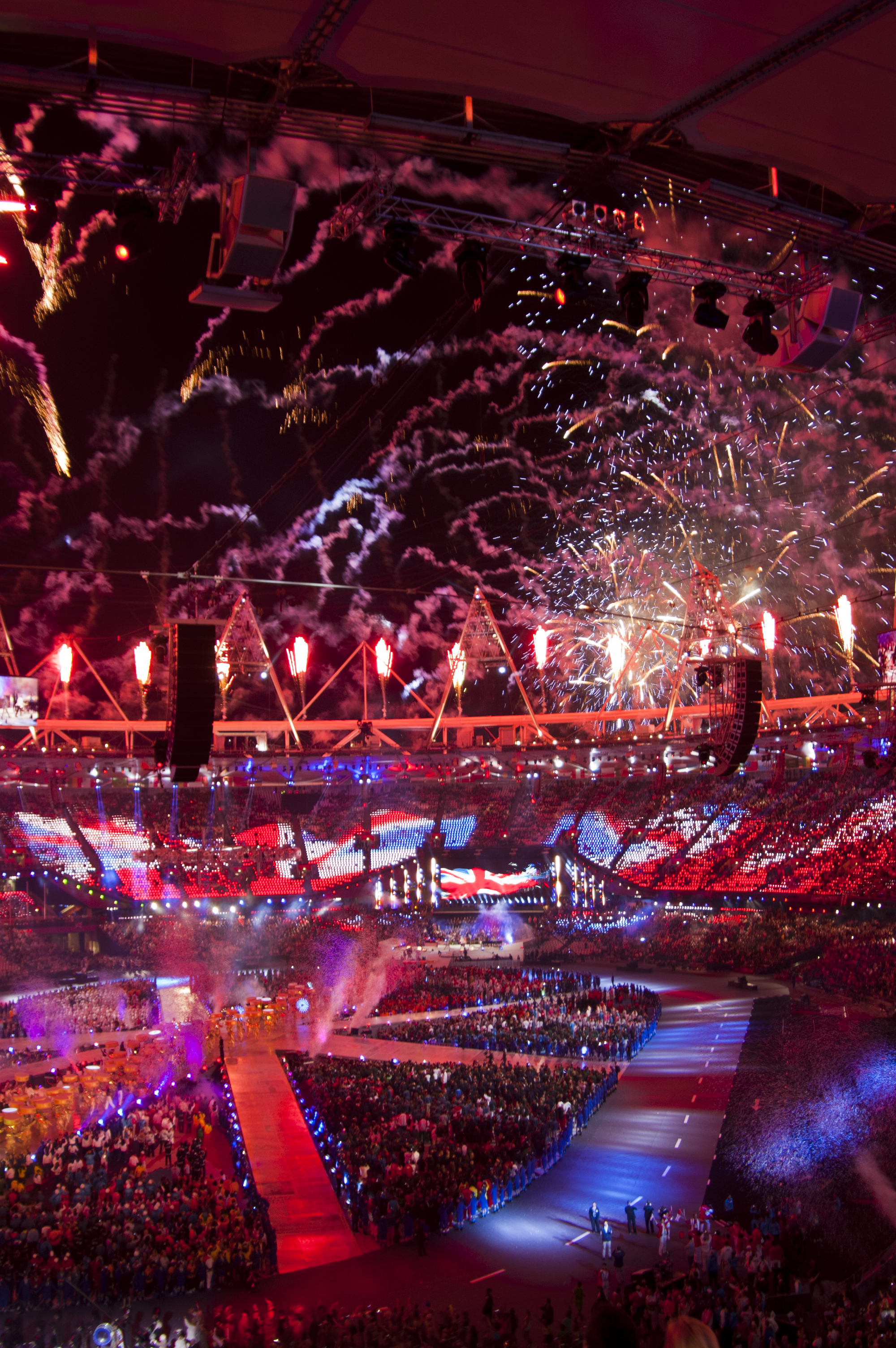
Pháo hoa lễ bế mạc ngày 12 tháng 8 năm 2012

Sau 19 ngày tranh tài, Olympic Luân Đôn 2012 chính thức khép lại. Để chuẩn bị cho lễ bế mạc này, Ban tổ chức đã phải huy động tới 4.100 người biểu diễn, trong đó có 3.500 các tình nguyện viên là người lớn và 380 em nhỏ là học sinh ở 6 trường khu phía đông Luân Đôn. Theo kịch bản được hé lộ, lễ bế mạc Olympic Luân Đôn 2012 là để ca ngợi thành công của kỳ Olympic được tổ chức tại Vương quốc Anh.
Lễ bế mạc được bắt đầu với việc ca sĩ Emily Sande thực hiện ca khúc nổi tiếng Read all about it được viết bởi Green. Sau đó Timothy Spall tái hiện vai Thủ tướng Anh, Winston Churchill - Nhân vật mà ông đã đóng trong bộ phim The King's Speech. Spall đã đọc những lời được trích từ vở kịch Tempest nổi tiếng để bắt đầu cho buổi lễ bế mạc. Cùng với đó là mô hình những thắng cảnh, những địa điểm thi đấu Olympic của Luân Đôn. Những hình ảnh thường nhât của Olympic Luân Đôn 2012 cũng được đưa vào buổi lễ.
Sau sự xuất hiện của Hoàng tử xứ Wales, Harry và Chủ tịch IOC cùng với màn diễu hành của quân đội Anh buổi lễ bế mạc được tiếp diễn với những màn trình diễn đường phố. Sau màn lễ hội đường phố là đến lượt các đoàn tham dự Olympic diễu hành qua lễ đài, cùng với màn tôn vinh các vận động viên và màn trao huy chương cho các vận động viên marathon (môn thi đấu sau cùng).
Tiếp đến là màn trình diễn nghệ thuật, từ âm nhạc thời trang, điện ảnh với rất nhiều các bài hát nổi tiếng và nghệ sĩ tên tuổi như ban nhạc Queen, ban nhạc Spice Girl, siễu mẫu Kate Mode, siêu mẫu Lily Donalson, ca sĩ diễn viên điện ảnh Russell Brand... Đặc biệt nhất có lẽ là màn trưng bày những bức họa của các nghệ sĩ Anh nổi tiếng, được rước qua khán đài.
Kế sau là màn trao cờ cho Brazil, nước chủ nhà của Olympic 2016 và bài phát biểu bế mạc của chủ tịch IOC, Jacques Rogge.

## Quảng bá hình ảnh

### Linh vật
Linh vật của kỳ thế vận hội này được công bố vào ngày 19 tháng 5 năm 2010 đó là Wenlock và Mandeville. Tên đầy đủ của cả hai là Much Wenlock và Stoke Mandeville, tên của hai linh vật này được đặt tên theo thị trấn Much Wenlock và làng Stoke Mandeville, những nơi đã từng tổ chức thi đấu ở kì Olympic tại Luân Đôn gần đây nhất vào năm 1948. Một bộ phim hoạt hình cũng đã được sản xuất dựa trên 2 nhân vật này.

## Các môn thi đấu
Thế vận hội Mùa hè 2012 có tổng cộng 26 môn thể thao khác nhau, bao gồm 39 phân môn và 302 nội dung thi đấu. Trong danh sách dưới đây, số lượng nội dung thi đấu của mỗi phân môn được ghi trong dấu ngoặc đơn.
| - Bơi - Nhảy cầu (8) - - Bơi lội (34) - - Bơi nghệ thuật (2) - - Bóng nước (2) - Bắn cung (4) - Điền kinh (47) - Cầu lông (5) - Bóng rổ (2) - Quyền anh (13) | - Đua thuyền - - Vượt thác (12) - Nước phẳng (4) - Đua xe đạp - - BMX (2) - Địa hình (2) - Đường trường (4) - Lòng chảo (10) - Đua ngựa - - Dressage (2) - Eventing (2) - Jumping (2) | - Đấu kiếm (10) - Khúc côn cầu (2) - Bóng đá (2) - Thể dục dụng cụ - - Thể dục nghệ thuật (14) - Thể dục nhịp điệu (2) - Trampoline (2) - Bóng ném (2) - Judo (14) - 5 môn phối hợp (2) - Chèo thuyền (14) - Sailing (10) | - Bắn súng (15) - Bóng bàn (4) - Taekwondo (8) - Quần vợt (5) - 3 môn phối hợp (2) - Bóng chuyền - - Bóng chuyền trong nhà (2) - Bóng chuyền bãi biển (2) - Cử tạ (15) - Đấu vật |

## Bảng tổng sắp huy chương
Tổng cộng có 85 Ủy ban Olympic Quốc gia (NOC) giành được huy chương, trong đó 54 quốc gia giành được ít nhất một huy chương vàng. Bảy NOC đã giành được huy chương Olympic đầu tiên trong lịch sử của họ: Bahrain (vàng), Botswana (bạc), Síp (bạc), Gabon (bạc), Grenada (vàng), Guatemala (bạc) và Montenegro (bạc).
Hoa Kỳ đứng đầu bảng tổng sắp với 48 huy chương vàng và tổng cộng 104 huy chương. Trung Quốc xếp thứ hai với 38 huy chương vàng và 91 huy chương toàn bộ. Nước chủ nhà Vương quốc Anh đứng thứ ba với 29 huy chương vàng và tổng cộng 65 huy chương – thành tích tốt nhất của họ kể từ lần đầu tổ chức Thế vận hội Mùa hè tại Luân Đôn năm 1908 – đẩy Nga xuống vị trí thứ tư với 18 huy chương vàng và 64 huy chương tổng cộng (sau các đợt tước huy chương do doping; ban đầu Nga có 24 vàng và 82 huy chương).
Ghi chú
  ‡   Những thay đổi trong bảng xếp hạng huy chương
| Hạng                | NOC                 | Vàng | Bạc | Đồng | Tổng số |
| ------------------- | ------------------- | ---- | --- | ---- | ------- |
| 1                   | Hoa Kỳ‡             | 48   | 26  | 31   | 105     |
| 2                   | Trung Quốc‡         | 39   | 31  | 22   | 92      |
| 3                   | Anh Quốc‡           | 29   | 18  | 18   | 65      |
| 4                   | Nga‡                | 18   | 20  | 26   | 64      |
| 5                   | Hàn Quốc‡           | 13   | 9   | 9    | 31      |
| 6                   | Đức‡                | 11   | 20  | 13   | 44      |
| 7                   | Pháp‡               | 11   | 11  | 13   | 35      |
| 8                   | Úc‡                 | 8    | 15  | 12   | 35      |
| 9                   | Ý                   | 8    | 9   | 11   | 28      |
| 10                  | Hungary‡            | 8    | 4   | 6    | 18      |
| Tổng số (10 đơn vị) | Tổng số (10 đơn vị) | 193  | 163 | 161  | 517     |